# Alberto Frezza
Alberto Frezza (Milano, 23 maggio 1989) è un attore e regista italiano naturalizzato statunitense.

## Biografia
Nato a Milano, la sua famiglia si trasferisce in Etiopia un mese dopo la sua nascita, dove rimane fino a quando inizia il liceo, quando tornerà in Italia.
Successivamente, Alberto si trasferisce negli Stati Uniti. Qui Frezza si appassiona alla recitazione dopo la visione del film Stand by Me, interesse che lo porterà a laurearsi presso la New York Film Academy nel 2009. Nello stesso anno si trasferisce a Los Angeles, luogo in cui risiede tuttora.
A partire dal 2008, Frezza ha lavorato in una serie di cortometraggi, serie TV e film, partecipando per la durata di un episodio nel 2011 a Charlie's Angels e nel 2012 a Touch. Nel 2016 ha preso parte alla Serie antologica Dead of Summer, nel 2016, e cancellata dopo una sola stagione, al fianco di Elizabeth Lail, Ronen Rubinstein e Zelda Williams. Nel 2018 entra a far parte del cast regolare del secondo Spin-off di Grey's Anatomy, Station 19 dove interpreta il poliziotto di Seattle Ryan Tanner, amico d'infanzia della protagonista della serie, Andy Herrera (interpretata da Jaina Lee Ortiz). Nel 2020 entra a far parte del cast de L'assistente di volo - The Flight Attendant come guest star, al fianco di Kaley Cuoco.

## Filmografia

### Cinema
- Pills, regia di Riccardo Marchese – cortometraggio (2008)
- Tell My Heart How, regia di Jonathan S. Abrams – cortometraggio (2010)
- 1313: Giant Killer Bees!, regia di David DeCoteau – cortometraggio (2011)
- Battle Force, regia di Scott Martin (2012)
- Angel Falls in Love, regia di Daniel Peterson (2012)
- Born to Race: Fast Track, regia di Alex Ranarivelo – cortometraggio (2014)
- Excuse, regia di Diogo Morgado – cortometraggio (2017)
- Shotgun Diaries, regia di Alberto Frezza – cortometraggio (2017)

### Televisione
- The Shorts Show – serie TV (2010)
- Charlie's Angels – serie TV, 1 episodio (2011)
- Touch – serie TV, 1 episodio (2012)
- Broad Squad – film TV (2015)
- Dead of Summer – serie TV, 10 episodi (2016)
- No, That's Okay. I'm Good. – serie TV, 1 episodio (2017)
- Criminal Minds – serie TV, 1 episodio (2017)
- Station 19 – serie TV, 30 episodi (2018-2020)
- L'assistente di volo - The Flight Attendant – serie TV, 3 episodi (2020)
- CSI: Vegas – serie TV, 1 episodio (2022)

##### Videogiochi
- Luca Trapani in Mafia: Terra Madre

## Doppiatori italiani
Nelle versioni in italiano delle opere in cui ha recitato, Anthony Michael Hall è stato doppiato da:
- Emanuele Ruzza in Criminal Minds
- Fabrizio De Flaviis in Station 19
- Fabrizio Bucci in CSI: Vegas
- Alessandro Rigotti in Fire Country
- Ivano Calafato in Mafia: Terra Madre[5]